# Sony Watchman

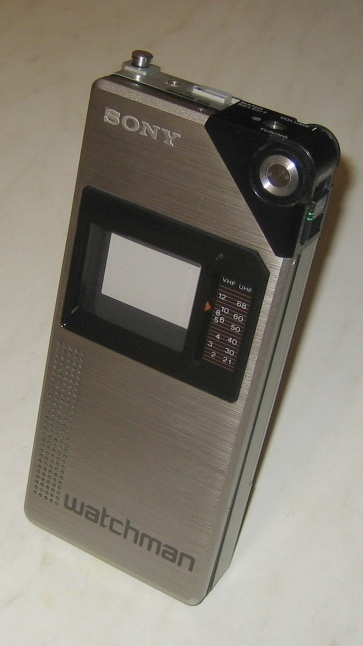
Sony Watchman FD210

Sony Watchman és una marca registrada de televisió de butxaca produïda per Sony.